# Saison 1999-2000 de l'USM Blida
Chronologie
Saison précédente Saison suivante
La saison 1999-2000 de l'Union sportive musulmane de Blida est la 15e saison du club en première division du championnat d'Algérie. Le club prend part au championnat d'Algérie et à la Coupe d'Algérie.
Le championnat d'Algérie débute le 14 octobre 1998, avec la première journée de Super Division, pour se terminer le 15 juin 1999 avec la dernière journée de cette même compétition. L'USMB se classe septième du championnat.

## Compétitions

### Championnat

#### Rencontres
| Date                  | J           | Adversaire     | Lieu | Résultat | Buteurs pour l'USMB                  | Buteurs adverses                             |
| MATCHS ALLER          |             |                |      |          |                                      |                                              |
| 14 octobre 1999       | 1re journée | CA Batna       | Dom. | 1-0      | Bilal Harkes 23e                     | -                                            |
| 21 octobre 1999       | 2e journée  | USM Annaba     | Ext. | 1-2      | Mourad Aït Tahar 83e                 | Abaci 50e, Fnidés 60e                        |
| 28 octobre 1999       | 3e journée  | MO Constantine | Dom. | 0-1      | -                                    | Benrabah 40e (pen.)                          |
| 1er novembre 1999     | 4e journée  | CR Belouizdad  | Ext. | 2-0      | -                                    | Ali Moussa 6e, Boutaleb 40e                  |
| 4 novembre 1999       | 5e journée  | JS Kabylie     | Dom. | 2-0      | Zouani 10e, Kherkhache 63e           | -                                            |
| 18 novembre 1999      | 6e journée  | MC Alger       | Ext. | 2-1      | Djeddou 3e                           | Dob 41e 80e                                  |
| 25 novembre 1999      | 7e journée  | ES Sétif       | Dom. | 3-3      | Aït Tahar 50e (pen.), Zouani 57e 75e | Bourahli 17e Kamli 74e, Tizarouine 79e (csc) |
| 2 décembre 1999       | 8e journée  | WA Tlemcen     | Ext. | 2-2      | Zouani 45e, Sloukia 78e              | Hachemi 66e (pen.), Yadel 73e                |
| 6 décembre 1999       | 9e journée  | MC Oran        | Dom. | 1-1      | Kherkhache 7e                        | Belatoui                                     |
| 9 décembre 1999       | 10e journée | USM Alger      | Ext. | 2-1      | Zouani 84e                           | Meftah 50e (pen.), Rahim 80e                 |
| 16 décembre 1999      | 11e journée | JSM Béjaïa     | Dom. | 1-0      | Sloukia 25e                          | -                                            |
| MATCHS RETOUR         |             |                |      |          |                                      |                                              |
| 9 mars 2000           | 12e journée | CA Batna       | Ext. | 1-0      | -                                    | Benhassene 51e                               |
| 23 mars 2000          | 13e journée | USM Annaba     | Dom. | 1-0      | Kherkhache 71e                       | -                                            |
| 28 mars 2000 (Retard) | 14e journée | MO Constantine | Ext. | 1-0      | -                                    | Mechehoud 64e                                |
| 24 avril 2000         | 15e journée | CR Belouizdad  | Dom. | 2-1      | Aït Tahar 48e, Kherkhache 72e        | Talis 50e                                    |
| 27 avril 2000         | 16e journée | JS Kabylie     | Ext. | 2-0      | -                                    | Gasmi 18e, Benhamlat 7e                      |
| 11 mai 2000           | 17e journée | MC Alger       | Dom. | 3-3      | Zouani 21e, 39e, Amrouche 89e        | Boutine 5e 72e, Kaci-Saïd 27e                |
| 18 mai 2000           | 18e journée | ES Sétif       | Ext. | 1-1      | Zouani 70e                           | Bourahli 14e                                 |
| 29 mai 2000           | 19e journée | WA Tlemcen     | Dom. | 1-1      | Hakim Zane                           |                                              |
| 1er juin 2000         | 20e journée | MC Oran        | Ext. | 1-1      | Tababouchet 42e                      | Gaïd 83e                                     |
| 12 juin 2000          | 21e journée | USM Alger      | Dom. | 2-1      | Mahfoud Djeddou 30e, Kherkhache 64e  | Manga 59e                                    |
| 29 juin 2000          | 22e journée | JSM Béjaïa     | Ext. | 2-2      | Aït Belkacem , Kherkhache            | ?                                            |

#### Classement final
Le classement est établi sur le barème de points suivant : une victoire vaut 3 points, un match nul 1 point et une défaite 0 point.
| Rang | Équipe          | Pts | J  | G  | N  | P  | Bp | Bc | Diff |
| ---- | --------------- | --- | -- | -- | -- | -- | -- | -- | ---- |
| 1    | CR Belouizdad L | 47  | 22 | 14 | 5  | 3  | 41 | 21 | +20  |
| 2    | MC Oran         | 38  | 22 | 10 | 8  | 4  | 41 | 20 | +21  |
| 3    | MO Constantine  | 38  | 22 | 11 | 5  | 6  | 28 | 20 | +8   |
| 4    | WA Tlemcen      | 33  | 22 | 8  | 9  | 5  | 34 | 23 | +11  |
| 5    | ES Sétif        | 30  | 22 | 8  | 6  | 8  | 31 | 34 | -3   |
| 6    | JS Kabylie      | 29  | 22 | 7  | 8  | 7  | 21 | 24 | -3   |
| 7    | USM Blida       | 26  | 22 | 6  | 8  | 8  | 26 | 29 | -3   |
| 8    | CA Batna        | 26  | 22 | 7  | 5  | 10 | 23 | 33 | -10  |
| 9    | USM Annaba      | 24  | 22 | 6  | 6  | 10 | 22 | 36 | -14  |
| 10   | JSM Béjaïa      | 23  | 22 | 6  | 5  | 11 | 16 | 24 | -8   |
| 11   | MC Alger T      | 22  | 22 | 4  | 10 | 8  | 18 | 25 | -7   |
| 12   | USM Alger       | 21  | 22 | 6  | 3  | 13 | 15 | 27 | -12  |

Résultat
- Qualifié pour la Ligue des champions 2001
- Qualifié pour la Coupe arabe 2001
- Qualifié pour la Coupe de la CAF 2001

Relégation
- Pas de relégation

Abréviations
T : Tenant du titre

L : Vainqueur de la Coupe de la Ligue 1999-2000

### Coupe d'Algérie

#### Rencontres
| Date         | Tour                     | Adversaire | Stade (ville)                       | Résultat            | Buteurs pour l'USMB | Entraîneur | Références          |
| 3 mars 2000  | 32e de finale            | MSP Batna  | Stade communal de Sour El-Ghozlane  | 1 – 0               | Zane                |            |                     |
| 1er mai 2000 | 16e de finale            | USM Annaba | Stade de l'Unité maghrébine, Béjaïa | 1 – 1 (t.a.b 3 – 0) | Samir Galoul 75e    | K. Mouassa |                     |
| 15 mai 2000  | 8e de finale             | USM Alger  | Stade du 5-Juillet-1962, Alger      | 1 – 1 (t.a.b 2 – 4) | Billal Zouani 27e   | K. Mouassa |                     |
| 5 juin 2000  | Quart de finale (Aller)  | WA Tlemcen | Stade des Frères-Brakni             | 1 – 2               | Samir Galoul 79e    | K. Mouassa | [ Rapport match 1 ] |
| 8 juin 2000  | Quart de finale (Retour) | WA Tlemcen | Stade Akid Lotfi, (Tlemcen)         | 1 – 1               | Samir Galoul 30e    | K. Mouassa | [ Rapport match 2 ] |

### Coupe de la Ligue

#### Rencontres
| Date             | Tour        | Adversaire       | Stade (ville)                   | Résultat | Buteurs pour l'USMB            | Entraîneur | Références          |
| 23 décembre 1999 | 1re Journée | USM Alger        | Stade Omar-Hamadi - Alger       | 2-2      | Ahmed Mehdaoui 23e, Zouani 56e | N. Akli    | [ Rapport match 3 ] |
| 30 décembre 1999 | 2e Journée  | JS Kabylie       | Stade Mustapha Tchaker - Blida  | 1-1      | But inscrit                    |            |                     |
| 3 janvier 2000   | 3e Journée  | MC Alger         | Stade du 5 juillet 1962 - Alger | 2-3      | ,                              |            |                     |
| 13 janvier 2000  | 4e Journée  | NA Hussein Dey   | Stade des Frères Zioui - Alger  | 2-0      | -                              |            |                     |
| 20 janvier 2000  | 5e Journée  | USM El Harrach   | Stade Mustapha Tchaker - Blida  | 0-0      | -                              |            |                     |
| 24 janvier 2000  | 6e Journée  | CR Belouizdad    | Stade du 20-août-1955 - Alger   | 3-0      | -                              |            |                     |
| 27 janvier 2000  | 7e Journée  | JSM Bejaia       | Stade Mustapha Tchaker - Blida  | 1-2      | But inscrit                    |            |                     |
| 31 janvier 2000  | 8e Journée  | RC Kouba         | Stade Mohamed Benhaddad - Alger | 2-2      | ,                              |            |                     |
| 3 février 2000   | 9e Journée  | JS Bordj Menaïel | Stade Mustapha Tchaker - Blida  | 1-0      | But inscrit                    |            |                     |

#### Classement Final
À l'issue de cette première phase concernant la Région Centre, et après neuf journées de compétition qui permirent à chacun des clubs de jouer neuf matchs (sauf pour le CR Belouizdad et l'USM Alger, qui n'en ont joué que huit), le classement pour le Groupe Centre est le suivant
| Pl. | Club             | Points | Joués  | V | E | D | bp | bc | +/- |
| --- | ---------------- | ------ | ------ | - | - | - | -- | -- | --- |
| 1er | JSM Bejaia       | 18     | 9      | 5 | 3 | 1 | 9  | 4  | +5  |
| 2e  | CR Belouizdad    | 17     | 8 (-1) | 5 | 2 | 1 | 18 | 6  | +12 |
| 3e  | USM El Harrach   | 15     | 9      | 4 | 3 | 2 | 8  | 7  | +1  |
| 4e  | RC Kouba         | 14     | 9      | 4 | 2 | 3 | 11 | 11 | 0   |
| 5e  | MC Alger         | 13     | 9      | 3 | 4 | 2 | 11 | 10 | +1  |
| 6e  | USM Alger        | 12     | 8 (-1) | 3 | 3 | 2 | 11 | 9  | +2  |
| 7e  | USM Blida        | 10     | 9      | 2 | 4 | 3 | 10 | 14 | -4  |
| 8e  | JS Kabylie       | 8      | 9      | 1 | 5 | 3 | 6  | 8  | -2  |
| 9e  | NA Hussein Dey   | 6      | 9      | 2 | 0 | 7 | 8  | 14 | -6  |
| 10e | JS Bordj Menaiel | 5      | 9      | 1 | 2 | 6 | 7  | 16 | -9  |

|  | qualifiés pour les « huitièmes de finale » de la Coupe de la Ligue d'Algérie » |

Le USM Blida (football) non qualifié en huitième de finale avec 10 points.

## Effectif
| Haniched Tizeraouine Amrouche Fetahine Krebaza (c) Derriche Harkas Mâmeri Zouani Aït Tahar Kherkhache |
| L'équipe type de la 1999-2000                                                                         |

- Effectif : Haniched (GB), Benrabah (GB), Rezgui (GB), Krebaza, Bait, Galloul, Mâmeri, Amrouche, Lyès Fatahine, Derriche, Drali, Deghou, Harkas, Zouani, Djeddou, Kherchache, Aït Tahar, Aït Belkacem, Tizarouine, Mehdaoui, Sloukia, Djeddou, Aoun Seghir, Tababouchet, Zane, Berrahel.
- Ent (aller): Nasrddine Akli
- Ent (Retour): Kamel Mouassa

## Meilleurs buteurs
| Rang | Joueur              | Cham. | Coupe | Coupe de LL | Total |
| ---- | ------------------- | ----- | ----- | ----------- | ----- |
| 1    | Billal Zouani       | 8     | 1     | 1           | 10    |
| 2    | Kamel Kherkhache    | 6     | 0     | ?           | -     |
| 3    | Mourad Aït Tahar    | 3     | 0     | ?           | -     |
| 4    | Samir Sloukia       | 2     | 0     | ?           | -     |
| 4    | Mahfoud Djeddou     | 2     | 0     | ?           | -     |
| 4    | Samir Galoul        | 0     | 3     | ?           | -     |
| 5    | Billel Harkas       | 1     | 0     | ?           | -     |
| 5    | Ahmed Amrouche      | 1     | 0     | ?           | -     |
| 5    | Tababouchet         | 1     | 0     | ?           | -     |
| 5    | Hakim Zane          | 1     | 1     | ?           | -     |
|      | But contre son camp | 1     | 0     | 0           | 1     |
|      | Total               | 26    | 5     | 10          | 41    |

## Statistiques

### Statistiques collectives
| Compétition       | Débute au tour  | Termine         | Matches joués | Gagnés | Nuls | Perdus | Buts pour | Buts contre | Différence |
| ----------------- | --------------- | --------------- | ------------- | ------ | ---- | ------ | --------- | ----------- | ---------- |
| Division 1        |                 | 7e              | 22            | 6      | 8    | 8      | 26        | 29          | -3         |
| Coupe d'Algérie   | 1/32e de finale | Quart de finale | 5             | 1      | 3    | 1      | 5         | 5           | 0          |
| Coupe de la Ligue |                 |                 | 9             | 2      | 4    | 3      | 10        | 14          | -4         |
| Total             | -               | -               | 36            | 9      | 15   | 12     | 41        | 48          | -7         |